# Hillerse
Hillerse település Németországban, azon belül Alsó-Szászország tartományban. Lakosainak száma 2472 fő (2023. december 31.). Hillerse Leiferde, Meinersen, Edemissen, Didderse és Adenbüttel községekkel határos.

## Népesség
A település népességének változása:
| Lakosok száma | 2537 | 2488 | 2271 | 2475 | 2466 | 2465 | 2472 |
|               | 2016 | 2017 | 2018 | 2019 | 2021 | 2022 | 2023 |